# فرنسيس كيبل
فرنسيس كيبل هو سياسي أمريكي، ولد في 16 أبريل 1916 في نيويورك في الولايات المتحدة، وتوفي في 19 فبراير 1990 في كامبريدج في الولايات المتحدة.